# Сверхгигант

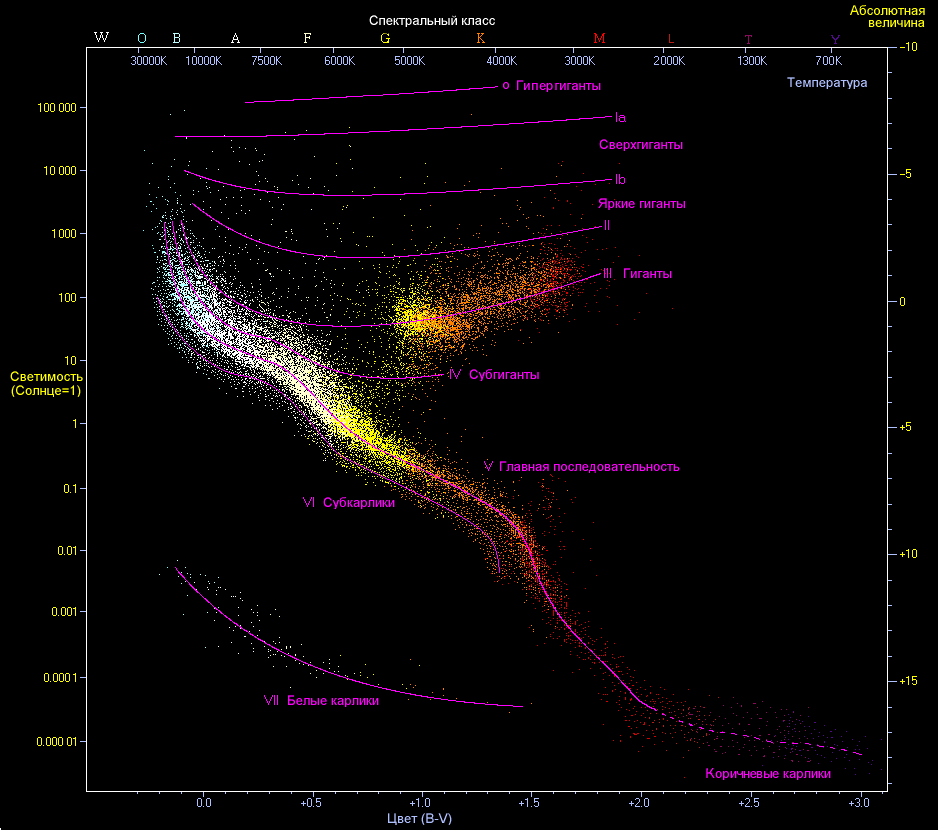
Диаграмма Герцшпрунга — Рассела с указанной областью, занимаемой сверхгигантами

Сверхгиганты — одни из наиболее ярких, крупных и массивных звёзд, светимость которых может в миллионы раз превышать солнечную, а радиус — в тысячи раз. Эти звёзды занимают верхнюю часть диаграммы Герцшпрунга — Рассела и составляют класс светимости I. У них наблюдается сильный звёздный ветер, практически все они переменны.
Сверхгиганты — молодые и короткоживущие звёзды, относящиеся к населению I. Они качественно отличаются от менее массивных звёзд ходом своей эволюции. Сверхгиганты способны поддерживать в своих недрах такие термоядерные реакции, для прохождения которых необходимы высокие температуры и плотности, и синтезировать тяжёлые элементы, вплоть до железа. В какой-то момент ядро звезды коллапсирует, выделяется большое количество энергии, внешние слои уносятся и наблюдается взрыв сверхновой типа II, а от звезды остаётся нейтронная звезда или чёрная дыра. Сверхгиганты и порождаемые ими сверхновые — основной источник гелия и альфа-элементов, выбрасываемых в межзвёздную среду.

## Характеристики

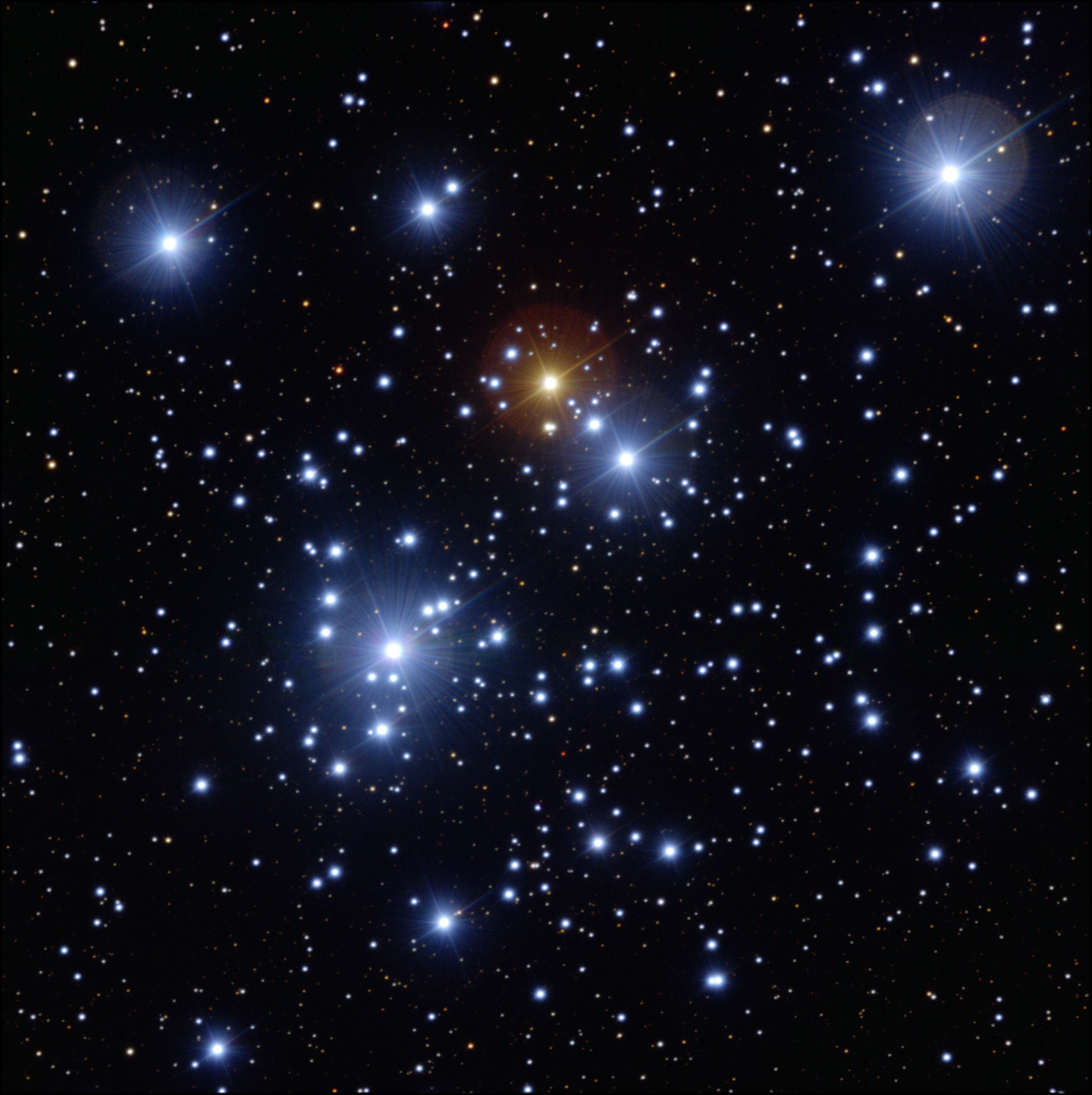
В скоплении NGC 4755 содержится красный сверхгигант и четыре голубых

Сверхгиганты отличаются от других звёзд очень большой светимостью и размерами и занимают верхнюю часть диаграммы Герцшпрунга ― Рассела. Светимости таких звёзд составляют от десятков тысяч до миллионов светимостей Солнца, соответственно, абсолютные звёздные величины в среднем варьируются от −4m до −8m. Радиусы таких звёзд могут составлять от 20 R⊙ до нескольких тысяч — наиболее крупные сверхгиганты, оказавшись на месте Солнца, заполнили бы пространство до орбиты Юпитера.
Температуры на поверхности сверхгигантов варьируют в широком диапазоне: встречаются сверхгиганты спектральных классов от O до M, по этой причине выделяют голубые, жёлтые и красные сверхгиганты. Абсолютное большинство сверхгигантов принадлежит классу B — их больше, чем всех остальных, вместе взятых. Красные сверхгиганты — наиболее крупные, но из-за более низкой температуры поверхности имеют в среднем такую же светимость, как жёлтые и голубые. Сверхгиганты составляют класс светимости I, который делится на подклассы Ia и Ib, относящиеся соответственно к более ярким и менее ярким сверхгигантам. Сверхгиганты с наибольшей светимостью выделяются в отдельный тип ― гипергиганты. К голубым сверхгигантам относится Ригель, к красным ― Бетельгейзе, к жёлтым — Полярная звезда.
Звёзды, которые становятся сверхгигантами в ходе своей эволюции (см. ниже), имеют начальную массу не менее 8―10 M⊙. Из этого следует, что сверхгиганты ― очень молодые звёзды, их срок жизни не превышает миллионы лет. Они принадлежат тонкому диску Галактики и относятся к населению I.
Из-за большого радиуса сверхгиганты имеют малое ускорение свободного падения — у красных сверхгигантов оно может составлять 10−2 м/с2, и очень низкие плотности ― наименьшие у красных сверхгигантов, около 10−7 г/см3. Это приводит к тому, что спектры этих звёзд имеют очень узкие и глубокие спектральные линии, а у самих сверхгигантов наблюдается сильный звёздный ветер и частые выбросы вещества в космос.
Практически все сверхгиганты являются переменными звёздами различных типов. Например, голубые сверхгиганты могут быть яркими голубыми переменными, жёлтые — классическими цефеидами, а красные — миридами.

## Эволюция

Химический состав сверхгиганта в конце эволюции (не в масштабе)

Эволюция сверхгигантов также отличается от эволюции менее массивных звёзд. Звёзды, в ядрах которых исчерпался водород, сходят с главной последовательности и продолжают сжигать его в оболочке вокруг ядра. На этом этапе появляются различия: если звёзды с массой менее 10 M⊙ доходят до предела Хаяси и вступают на ветвь красных гигантов, после чего начинают горение гелия в ядре, то у более массивных звёзд гелий загорается ещё тогда, когда звезда не дошла до предела Хаяси, имеет достаточно высокую температуру и является голубым сверхгигантом. При этом массивные звёзды не сильно увеличивают светимость, так как у них она уже близка к критической, хотя и увеличиваются в размере и продолжает постепенно охлаждаться.
После исчерпания гелия в ядре звезды там постепенно начинается ядерное горение углерода, а гелий продолжает сгорать вокруг ядра. Дальше, аналогичным образом, в ядре начинают происходить другие ядерные реакции и вырабатываться новые элементы, вплоть до железа (см. ниже). В звезде образуется множество слоёв из разных химических элементов, на границах которых происходят ядерные реакции. Продолжительность стадии сверхгиганта составляет около десятой части и без того короткого срока жизни звезды — не более миллионов лет, причём бо́льшую часть этого времени звезда сжигает в ядре гелий, а остальные фазы нуклеосинтеза длятся не более нескольких тысяч лет.
В наиболее массивных звёздах асимптотической ветви гигантов — с массами 8—10 M⊙ — на определённом этапе их эволюции накапливается достаточно углерода и происходит углеродная детонация, в результате которой звезда, если остаётся целой, также начинает сжигать углерод и эволюционирует как сверхгигант. Такие звёзды считаются промежуточными между более массивными сверхгигантами и менее массивными звёздами асимптотической ветви гигантов.
В любом случае, внешне наблюдаемая эволюция может идти по-разному и зависит от множества факторов. Если звезде удаётся сохранить свои внешние оболочки, то её расширение продолжается, она краснеет и становится сначала жёлтым, а затем красным сверхгигантом. Если же звезда лишается бо́льшей части оболочки из-за сильного звёздного ветра или притяжения другой звезды в тесной двойной системе, она повышает температуру и снова может стать голубым сверхгигантом или даже звездой Вольфа — Райе. Тем не менее, потеря части оболочки не препятствует повторному расширению звезды и превращению её в красный сверхгигант.

### Нуклеосинтез
| Стадия            | Продолжительность стадии в годах | Продолжительность стадии в годах | Продолжительность стадии в годах |
| Стадия            | 15 M⊙                            | 20 M⊙                            | 25 M⊙                            |
| ----------------- | -------------------------------- | -------------------------------- | -------------------------------- |
| Горение водорода  | 1,1⋅107                          | 7,5⋅106                          | 5,9⋅106                          |
| Горение гелия     | 1,4⋅106                          | 9,3⋅105                          | 6,8⋅105                          |
| Горение углерода  | 2600                             | 1400                             | 970                              |
| Горение неона     | 2,0                              | 1,5                              | 0,77                             |
| Горение кислорода | 2,5                              | 0,79                             | 0,33                             |
| Горение кремния   | 0,29                             | 0,031                            | 0,023                            |

Процессы нуклеосинтеза в сверхгигантах сложны и разнообразны. В их ядрах последовательно происходят различные реакции, в которых вырабатываются химические элементы, вплоть до железа: его создают звёзды с массами не менее 10—15 M⊙. Синтез более тяжёлых элементов энергетически невыгоден, поэтому идти не может.
Одна из особенностей этих процессов состоит в том, что последние стадии нуклеосинтеза завершаются очень быстро — за срок порядка или меньше нескольких лет. При этом время, за которое звезда может достаточно изменить размер, температуру и светимость, соответствует тепловой временной шкале, которая для сверхгигантов составляет около 102—103 лет. Следовательно, при этих процессах внешние характеристики звезды практически не меняются, а значительную роль в переносе возросшего потока энергии из ядра начинает играть нейтринное излучение.

#### Горение углерода
После того, как в ядре звезды исчерпывается гелий, оно сжимается, и, при достижении температуры 0,3—1,2⋅109 K в нём начинается ядерное горение углерода:
{\displaystyle {\ce {^{12}C + ^{12}C -> ^{24}Mg}}}
Изотоп магния находится в возбуждённом состоянии, поэтому может распадаться по одному из приведённых путей:
{\displaystyle {\ce {^{24}Mg -> ^{23}Mg + n}}}
{\displaystyle {\ce {^{24}Mg -> ^{20}Ne + \alpha}}}
{\displaystyle {\ce {^{24}Mg -> ^{23}Na + p}}}
Также именно во время этой стадии нейтрино начинают играть решающую роль в переносе энергии из ядра.

#### Горение неона
К моменту, когда горение углерода завершается, ядро звезды состоит в основном из кислорода (0,7 массы ядра), неона (0,2—0,3 массы ядра) и магния. Среди этих частиц наименьший кулоновский барьер имеет кислород, но, благодаря наличию в ядре фотонов с высокими энергиями, эндотермические реакции с участием неона становятся доступны при меньшей температуре в 1,2—1,9⋅109 K:
{\displaystyle {\ce {^{20}Ne + \gamma -> ^{16}O + \alpha}}}
Тем не менее, энерговыделение от остальных реакций, идущих в то же время, делает стадию горения неона экзотермической.

#### Горение кислорода
Когда температура в ядре достигает 1,5—2,6⋅109 K, запускается ядерное горение кислорода:
{\displaystyle {\ce {^{16}O + ^{16}O -> ^{32}S}}}
Ядро серы может распадаться следующим образом:
{\displaystyle {\ce {^{32}S -> ^{31}S + n}}}
{\displaystyle {\ce {^{32}S -> ^{31}P + p}}}
{\displaystyle {\ce {^{32}S -> ^{30}P + ^2D}}}
{\displaystyle {\ce {^{32}S -> ^{28}Si + \alpha}}}

#### Горение кремния
Ядерное горение кремния начинается, когда температура в ядре достигает 2,3⋅109 K, при этом формируется железо. Часть кремния проходит через реакции фотодезинтеграции:
{\displaystyle {\ce {^{28}Si + \gamma -> ^{24}Mg + \alpha}}}
{\displaystyle {\ce {^{24}Mg + \gamma -> ^{20}Ne + \alpha}}}
{\displaystyle {\ce {^{20}Ne + \gamma -> ^{16}O + \alpha}}}
{\displaystyle {\ce {^{16}O + \gamma -> ^{12}C + \alpha}}}
{\displaystyle {\ce {^{12}C + \gamma -> 3 \alpha}}}
Альфа-частицы, образованные таким образом, участвуют в альфа-процессе, конечным продуктом которого являются ядра никеля. Его ядра в результате двойного бета-распада превращаются в ядра железа:
{\displaystyle {\ce {^{28}Si + 7 \alpha -> ^{56}Ni}}}
{\displaystyle {\ce {^{56}Ni -> ^{56}Fe + 2\beta}}}
Прямая же реакция {\displaystyle {\ce {^{28}Si + ^{28}Si -> ^{56}Ni}}} маловероятна из-за того, что кулоновский барьер для неё слишком велик.
Вместе с тем образуемые элементы расщепляются в результате фотодезинтеграции, но равновесие между синтезом и расщеплением всех элементов в ядре достигается только тогда, когда ядро по большей части становится железным. Это состояние называется ядерным статистическим равновесием (англ. nuclear statistical eqilibrium).

### Коллапс ядра
Когда ядро звезды достигает ядерного статистического равновесия, из-за процессов фотодиссоциации и релятивистских эффектов показатель адиабаты для её ядра падает ниже 4/3. Как следствие теоремы вириала, ядро оказывается неспособным уравновешивать свой вес давлением и начинает сжиматься. Первоначально сжатие происходит не очень быстро — в тепловой временной шкале, при этом также значительно возрастает нейтринный поток. Однако звёзды с массами 8—10 M⊙ могут избежать этого, и, лишившись оболочки, превратиться в планетарную туманность, а затем в белый карлик, как звёзды асимптотической ветви гигантов.
По мере уплотнения ядра в нём начинает происходить нейтронизация вещества, и электронов в нём становится меньше. Так как свободные электроны вносят значительный вклад в давление, то нейтронизация уменьшает давление в ядре, и сжатие ускоряется. Кроме того, фотодиссоциация приводит к появлению ещё большего числа альфа-частиц, и показатель адиабаты дополнительно уменьшается. Ядро начинает коллапсировать и за несколько миллисекунд достигает плотности порядка 1014 г/см3 — это плотность нейтронной звезды.
В этот момент материал становится несжимаемым, и коллапс резко прекращается. Ядро при этом отскакивает и сталкивается со внешними слоями, порождая ударную волну, энергия которой составляет порядка 1045—1046 Дж. С учётом того, что в такой плотной среде нейтрино уже не могут покинуть ядро и унести часть энергии, ударная волна с большой скоростью сбрасывает оболочку звезды — получается взрыв сверхновой типа II, а от звезды остаётся нейтронная звезда или чёрная дыра.
Взрыв сверхновой приводит к тому, что окружающее пространство обогащается элементами, которые были выработаны в течение жизни звезды, а также во время вспышки сверхновой при взрывном нуклеосинтезе. Количественное определение массы выброшенного вещества затруднительно, но известно, что сверхновые, порождаемые сверхгигантами — основной поставщик гелия и альфа-элементов в межзвёздную среду.